# Centre de délassement de Marcinelle
Le Centre de délassement de Marcinelle (officiellement Centre social de délassement Edmond Leburton) est un centre de loisirs situé à cheval sur les communes de Charleroi et Gerpinnes, en Belgique.

## Histoire
Au début des années 1950, Lucien Harmegnies, échevin de Marcinelle, veut protéger 150 ha d'espaces verts contre l'urbanisation en cours. Pour répondre à ce souhait, Edmond Leburton, ministre de la Santé publique de 1954 à 1958, lance une étude pour l'aménagement d'un centre de récréation en plein air dans le bois du Prince.
Comme architecte-coordinateur Jacques Depelsenaire s'associe avec d'autres tels que Jacques Dupuis et Willy Van Gils pour explorer le potentiel du site. L'étude propose un complexe de récréation sportive et culturelle d'environ 14 ha. Entre 1958 et le début de années 1970 sont réalisés, outre un club de tennis de six courts et un minigolf, trois bâtiments : le centre de jeunesse, le centre nautique et le restaurant. L'ensemble constitue l'œuvre phare du début de la carrière de Jacques Depelsenaire. 
En 2011, un projet propose de transformer les lieux en parc d'attractions sur le thème de la bande dessinée. Le projet est abandonné en 2013 à la suite d'une étude mettant en avant l'impossibilité de réalisation du projet.
Le centre nautique est restauré entre 2010 et 2014 par un collectif d'architectes, RESERVOIR A,,.

## Activités
Le centre comprend une piscine avec deux bassins, un mini-golf, des courts de tennis et plusieurs étangs.

### Centre nautique

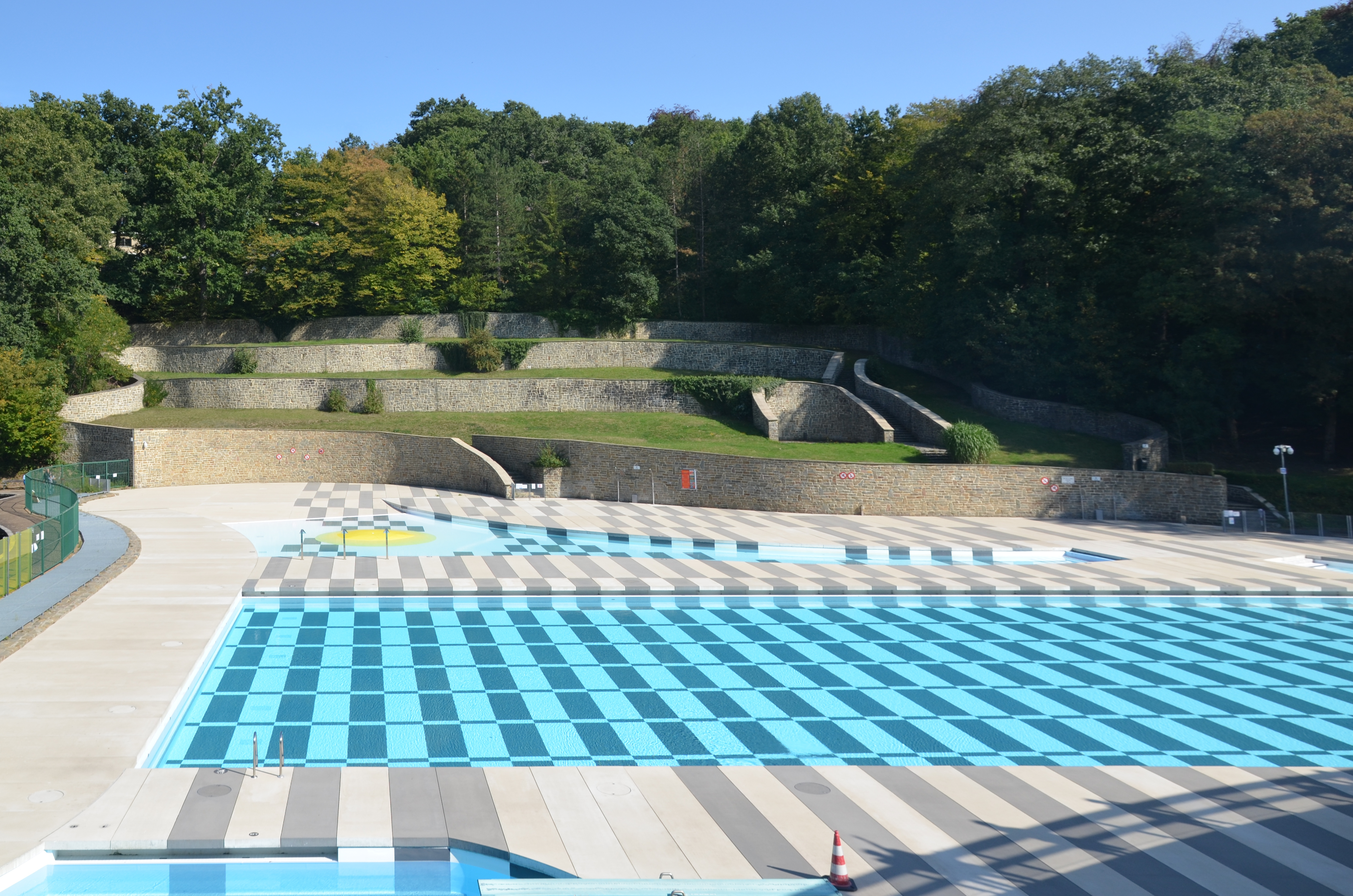

## Infrastructure

### Centre de jeunesse

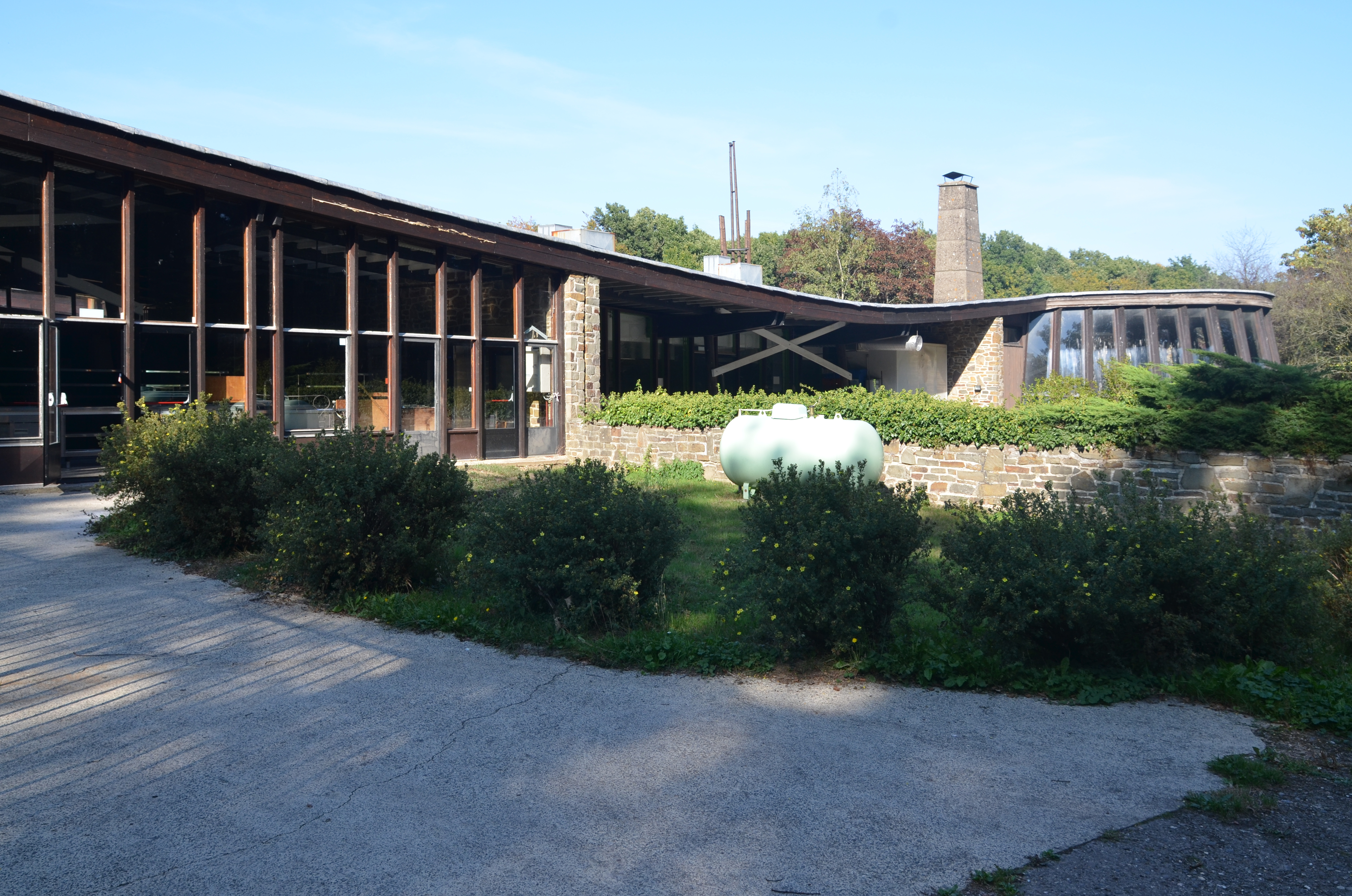
Vue d'ensemble depuis le sud.
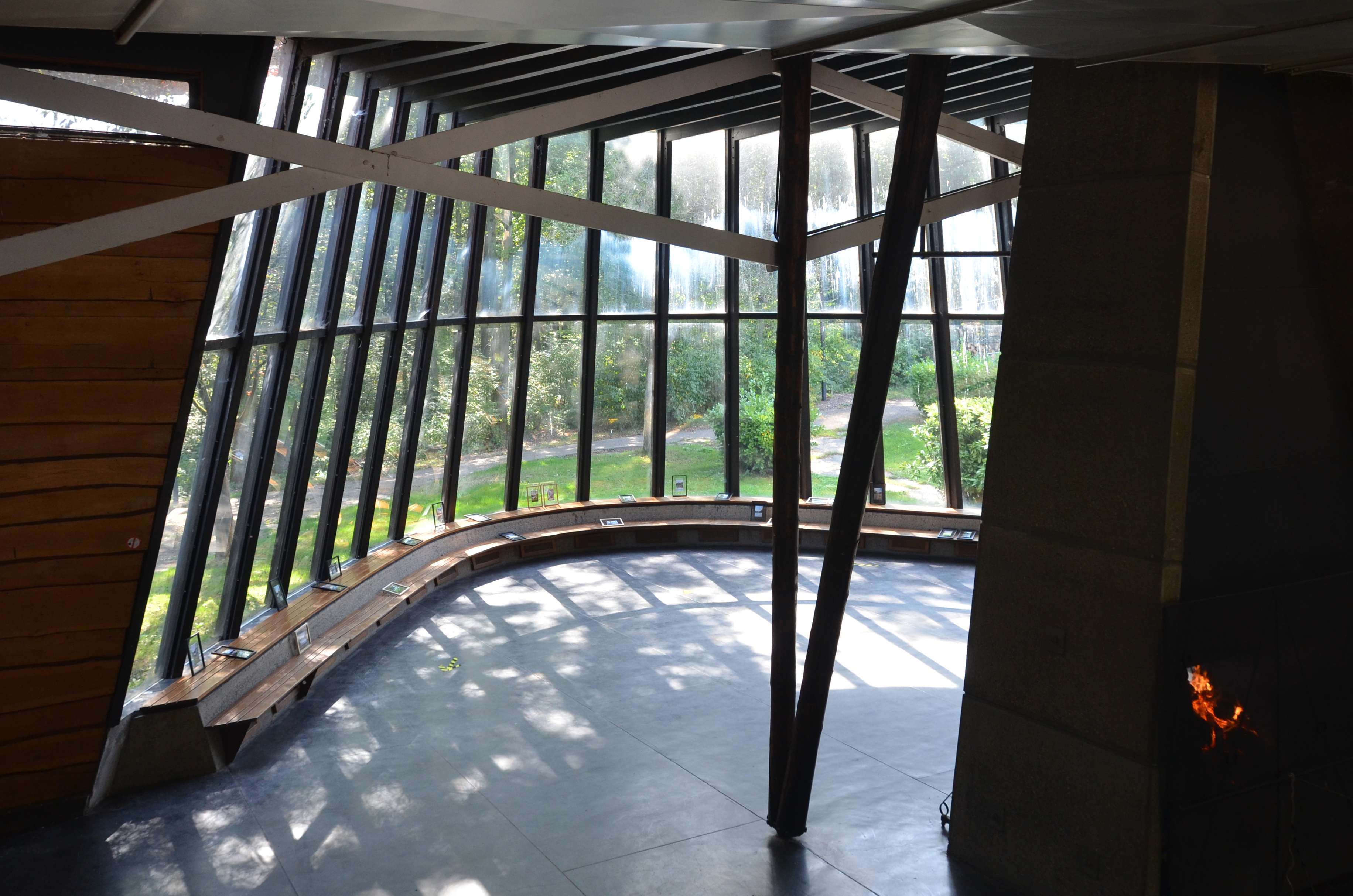
Feu ouvert et rotonde.
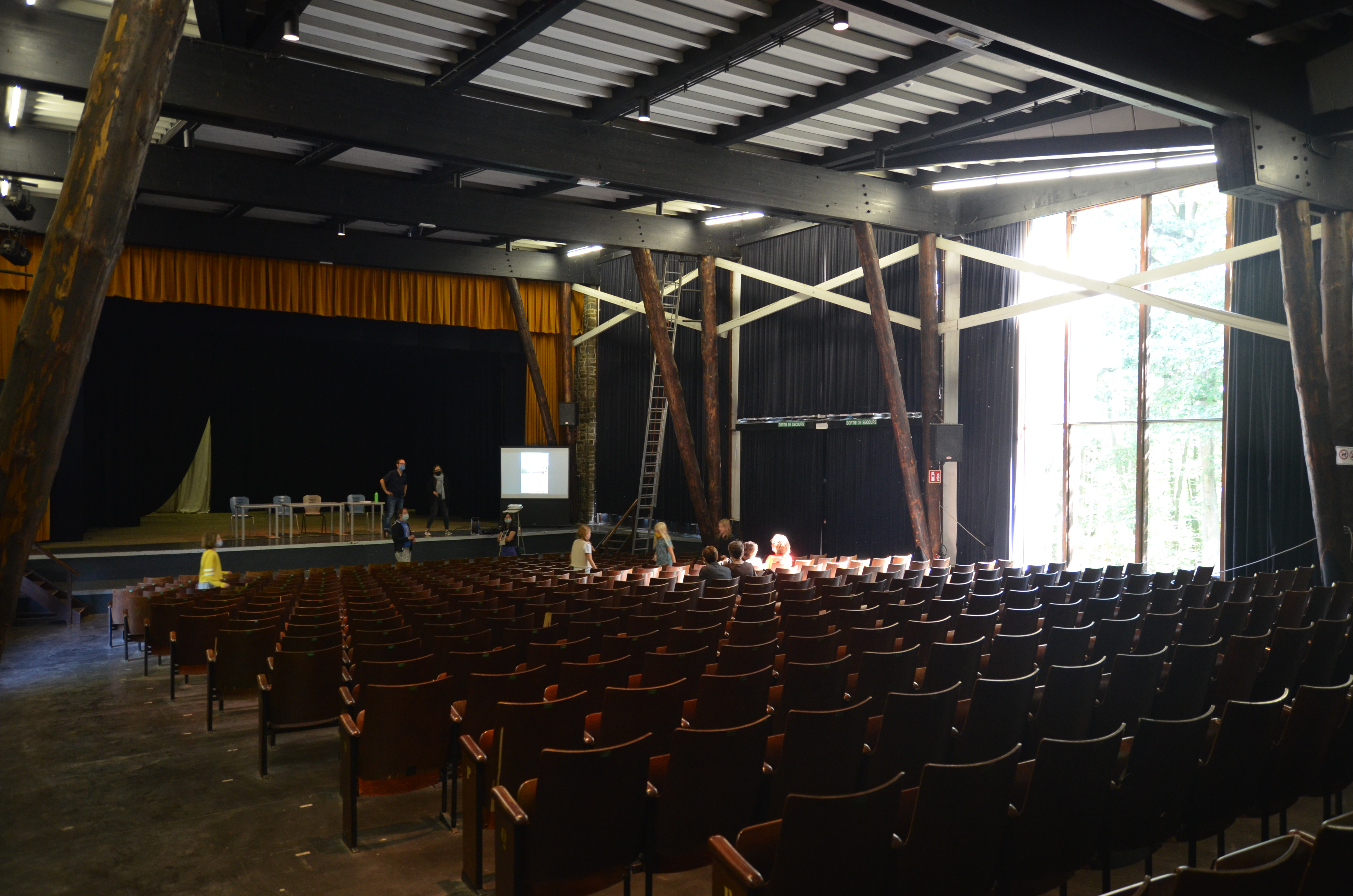
Salle de spectacle.

### Restaurant

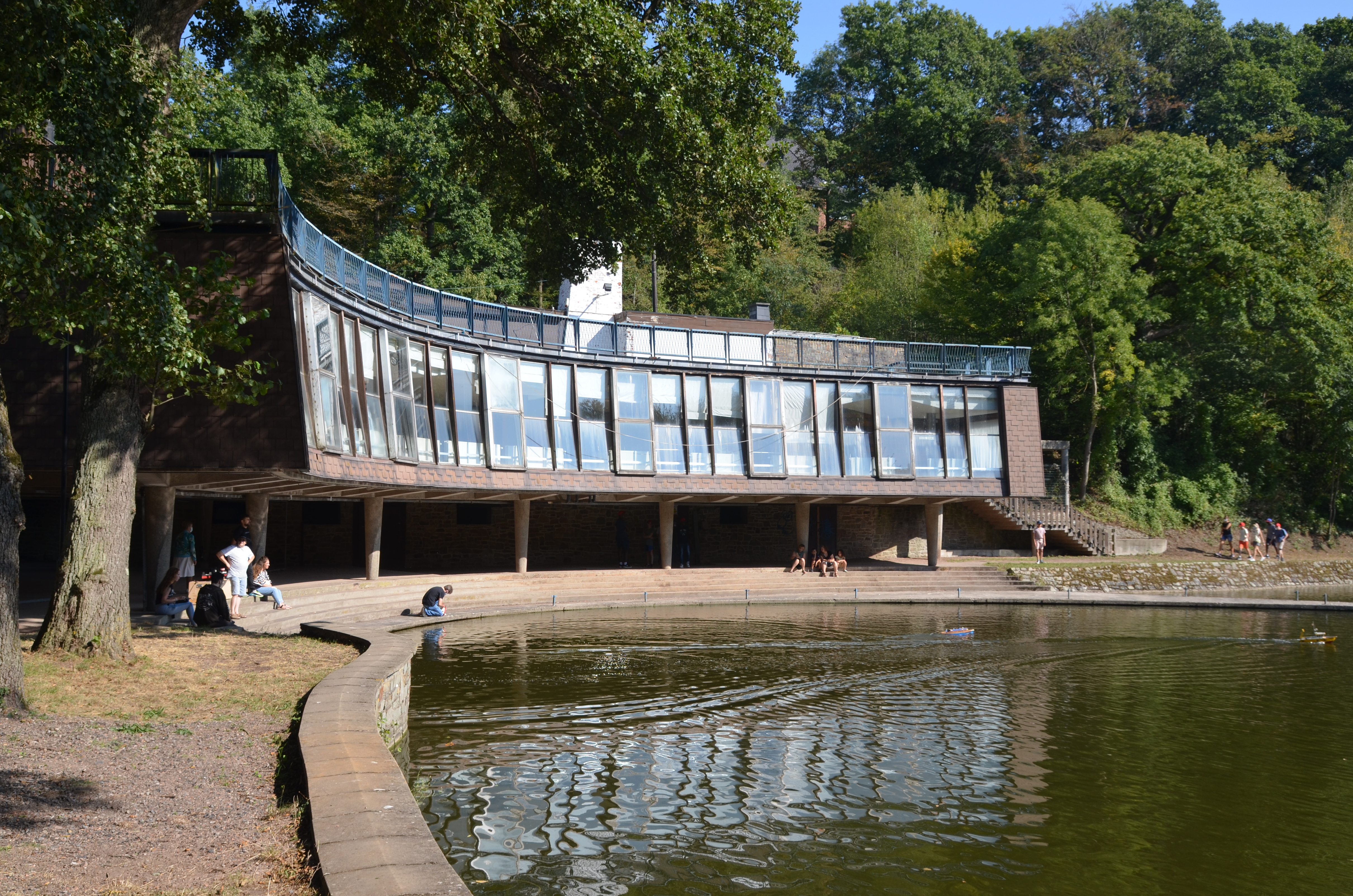
Le bâtiment vu depuis le lac.
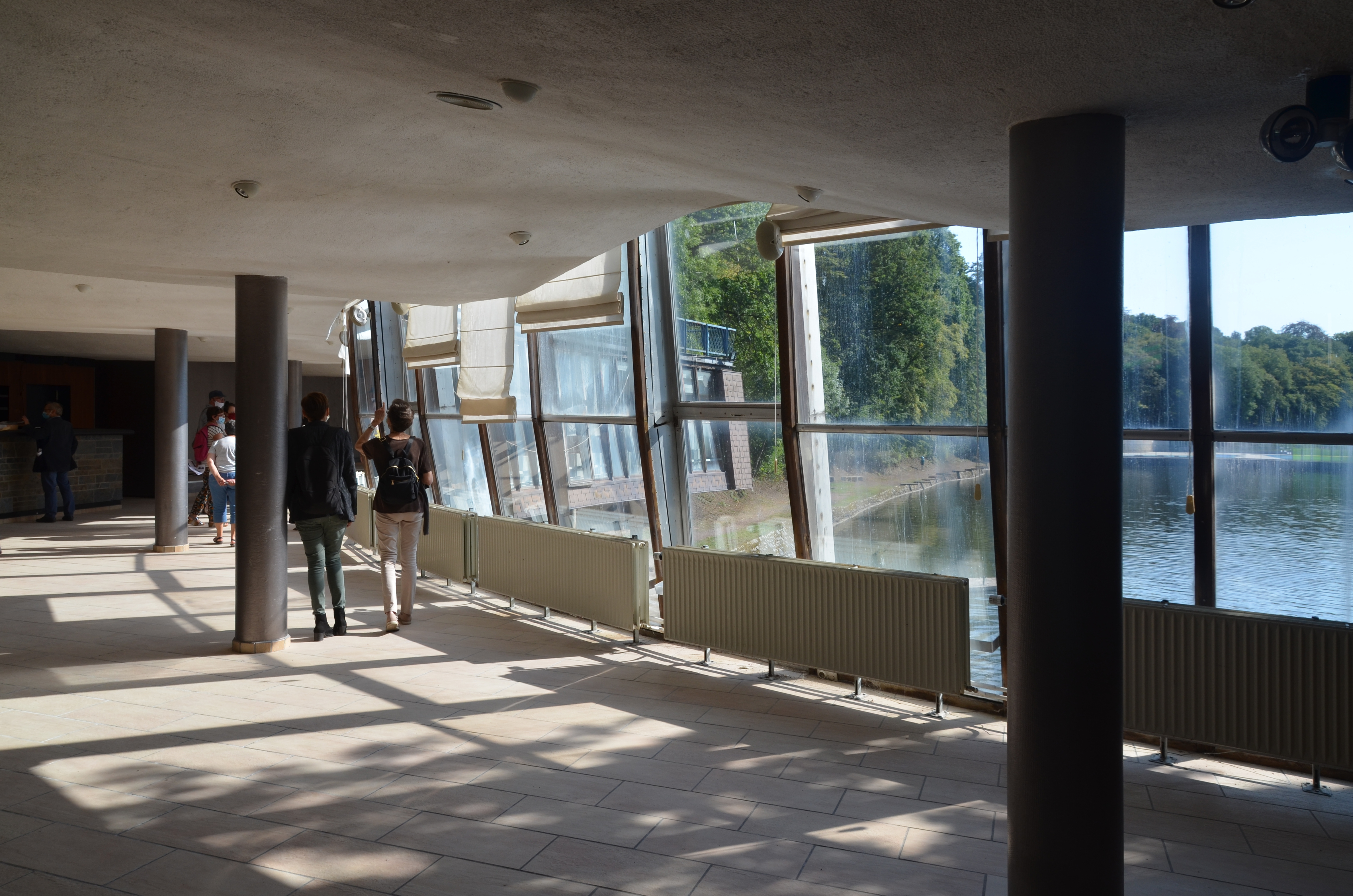
La salle avec vue sur le lac.
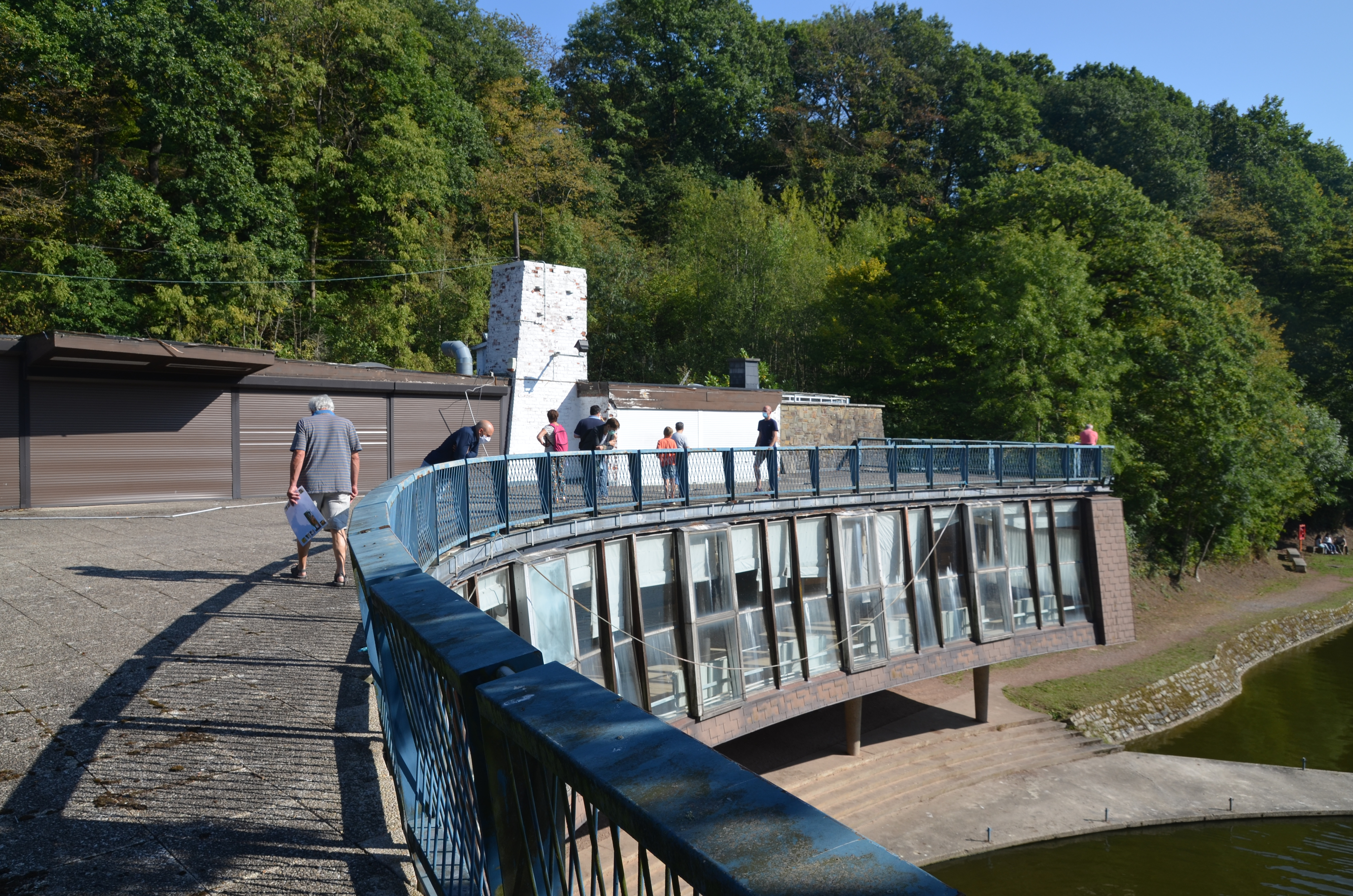
La terrasse.